# Église Notre-Dame d'Aumâtre
L'église Notre-Dame d'Aumâtre est située dans le centre du village d'Aumâtre, dans le département de la Somme, au sud-ouest d'Amiens.

## Historique
L'église d'Aumâtre fut construite au XIIIe siècle. Son aspect fut modifié par des rénovations successives jusqu'au XIXe siècle. Le bâtiment est protégé au titre des monuments historiques : inscription par arrêté du 4 mars 1926. En 2013, des travaux de restauration ont été entrepris sur la toiture et la charpente avec installation d'un paratonnerre.

## Caractéristiques
L'église Notre-Dame se compose d'une nef où l'un seul des collatéraux est d'origine. Elle est prolongée d'un chœur à chevet polygonal. Le clocher s'élève sur quatre niveaux, le rez-de-chaussée est aménagé en chapelle. La sacristie a été construite en brique rouge à une époque plus récente.
L'église conserve un maître-autel du XVIIIe siècle et son retable composé d'un grand Christ en bois et de panneaux sculptés avec une statue de sainte Marguerite et de saint Jean-Baptiste ; un autel marial en sapin et volutes en chêne avec statue de Vierge à l'Enfant ; une plaque commémorative avec épitaphe (XIXe siècle) ; tous inscrits à titre d'objets sur la liste des monuments historiques.

## Photos

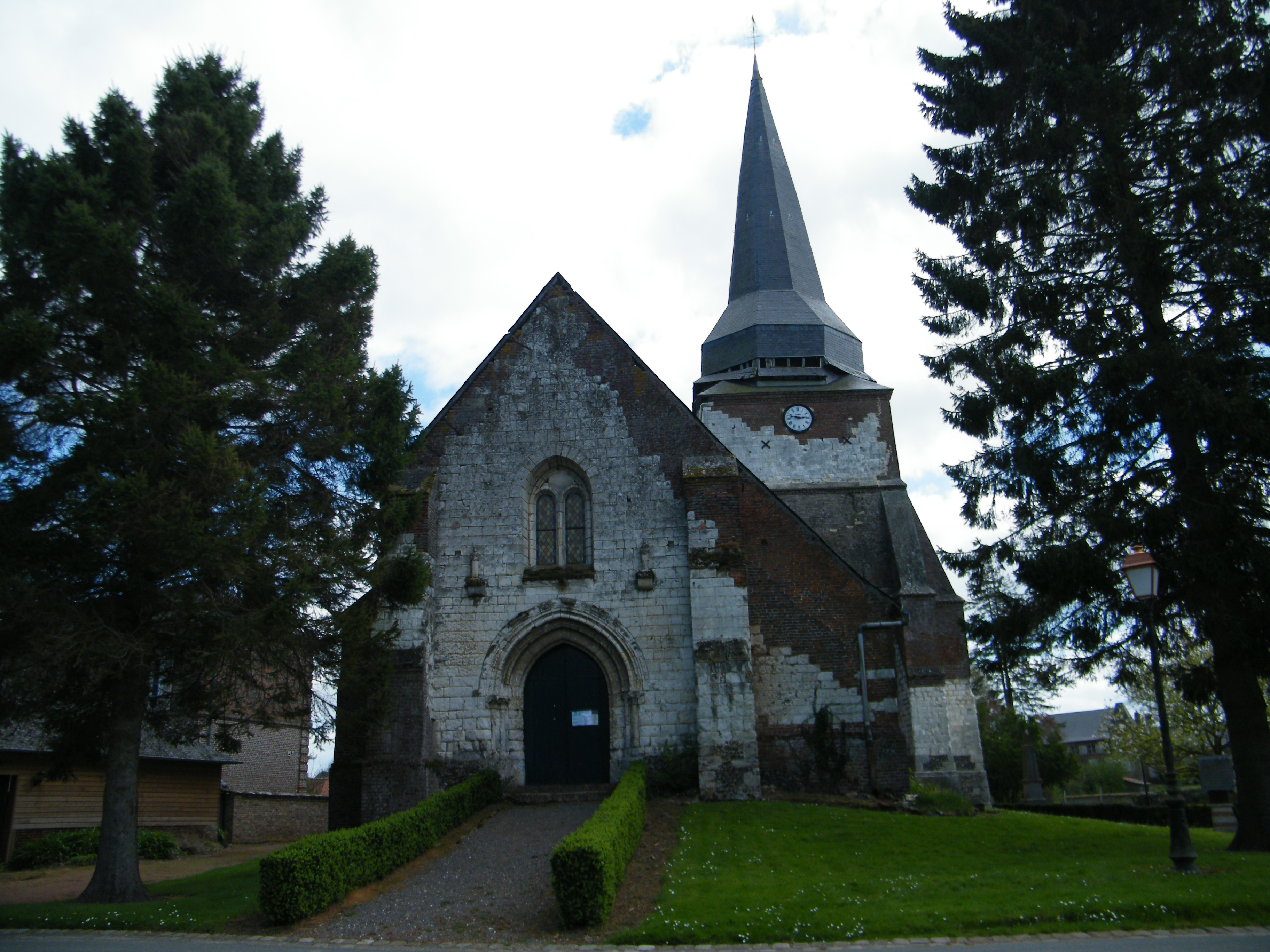
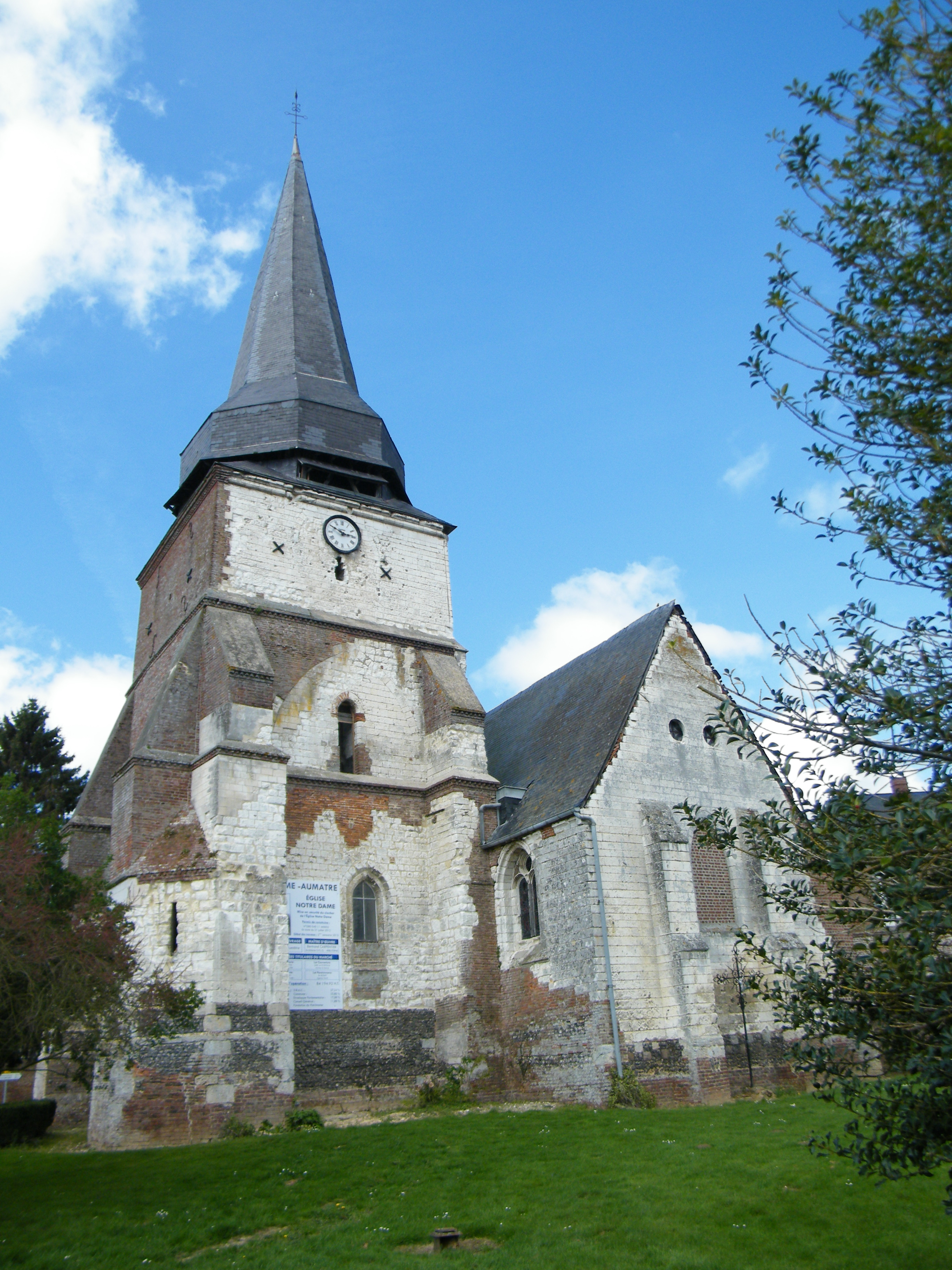
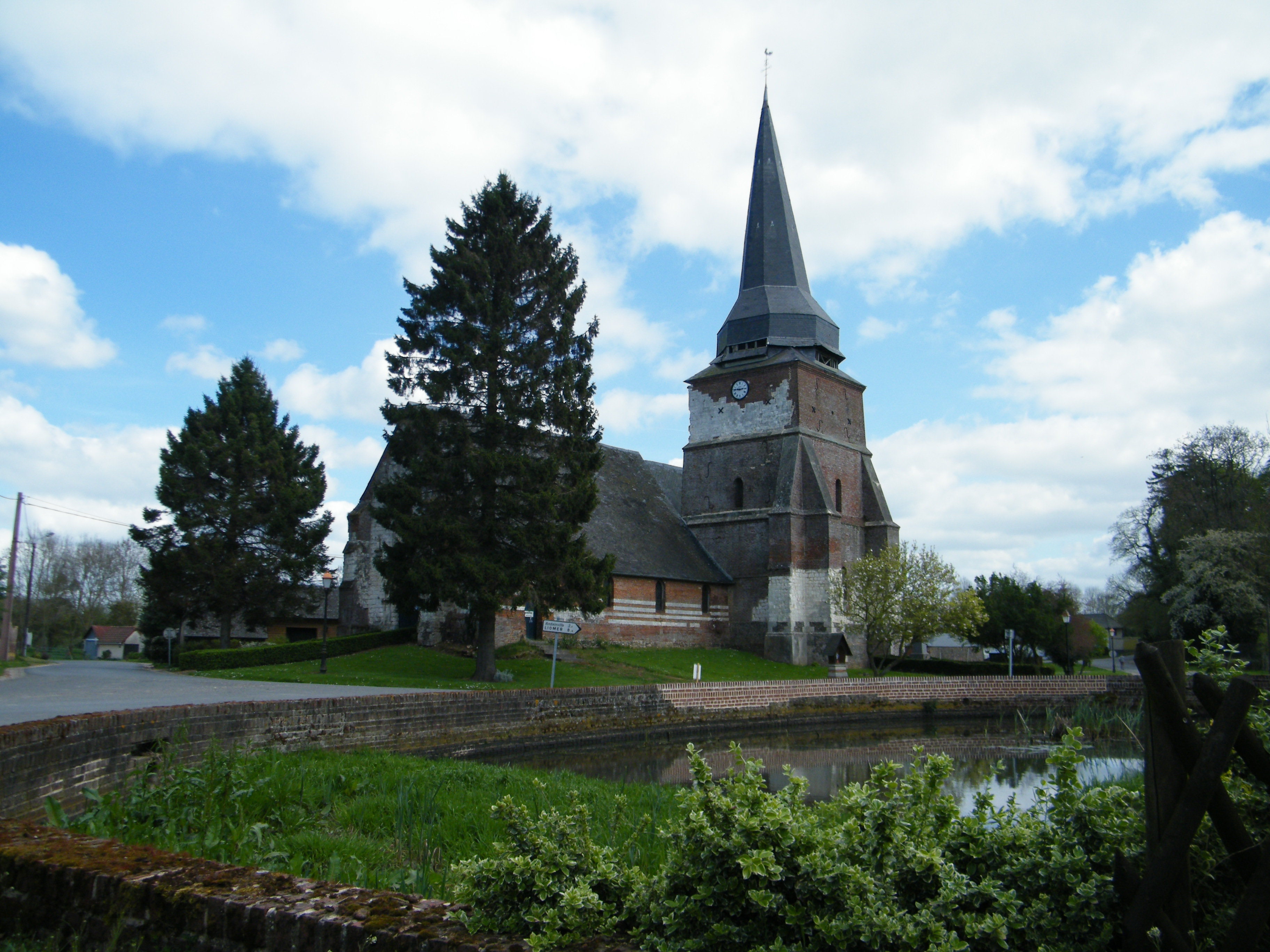